# 吉善宙

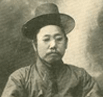
吉善宙

吉 善宙（キル・ソンジュ、길선주, 1869年3月25日 - 1935年11月26日）は朝鮮平安南道安州郡出身の長老派牧師、独立運動家。本貫は海平吉氏、雅号は霊渓。韓国のキリスト教に特有に見られる「通声祈祷」および「早天祈祷」の創始者。

## 生涯
若い時期から宗教に関心が強く、仙道と巫俗に関心を持って入山修行を行い、宣教師によりプロテスタントに入信した。
1907年平壌神学校第1回卒業生であり、朝鮮初の長老教牧師7人中の1人だった。キリスト教教育事業にも関心を寄せ平壌の崇実学校と崇悳学校の経営に参加した。
1911年105人事件時に逮捕され、また1919年の3・1運動時は民族代表33人中の一人として独立宣言文に署名して逮捕されたが、当時眼疾によって視力を失っており集会不参加の事実も確認されたため、逮捕された32人中唯一無罪判決を受けた。1935年平安南道江西郡にて脳溢血のため死去した。
近年1年7ヶ月間の投獄が確認されたとして、2009年8月15日光復節記念式で建国勲章独立章が叙勲された。